# Cronicombra
Cronicombra is een geslacht van vlinders van de familie parelmotten (Glyphipterigidae), uit de onderfamilie Glyphipteriginae.

## Soorten
- C. essedaria Meyrick, 1926
- C. granulata Meyrick, 1926